# Limba belarusă
Belarusa (беларуская мова) este una dintre limbile ramurii de răsărit a limbilor slave, împreună cu limba rusă și limba ucraineană, și este vorbită de către belaruși. Limba belarusă este vorbită în Republica Belarus și în cîteva teritorii învecinate (mai cu seamă provincia Białystok din Polonia), și în prezent este limba oficială a Belarusului împreună cu limba rusă. În trecut se folosea termenul "limba bielorusă," schimbarea numelui limbii, precum și a denumirii poporului, dar și a țării (din Bielorusia în Belarus) a fost cerută în anii '90 de către proaspăt independentul stat Belarus.

## Istorie
Limba belarusă își are rădăcinile într-un vechi dialect al limbii rutene (limba slavă estică) vorbite în Marele Ducat al Lituaniei, care a fost până  în 1696 limba oficială a ducatului. Prima tipărire a Bibliei într-o limbă slavă răsăriteană a fost în belarusa veche. Deși în secolul al XVI-lea limba belarusă a fost folosită în mediile culturale cele mai elevate, numeroși oameni de cultură belaruși fiind reprezentanți ai Renașterii, până la sfârșitul secolului al XVII-lea populația vorbitoare a acestei limbi s-a redus la jumătate, urmare a multelor războaie din această perioadă; în plus, prin declararea polonezei ca limbă oficială, s-a ajuns ca numai țăranii și o mică parte din nobilime să o mai vorbească. La sfârșitul secolului al XVIII-lea teritoriile belarușilor au fost anexate Rusiei imperiale, ceea ce a înrăutățit situația limbii și mai mult. Până la începutul secolului al XX-lea foarte puțini scriau în limba belarusă, țăranii fiind neștiutori de carte, iar oamenii cultivați preferând să scrie în rusă, poloneză sau idiș, cu foarte puține excepții.
O dezvoltare a limbii belaruse a avut loc o dată cu apariția, în timpul Primului Război Mondial, a Republicii Populare Belarus. Acest stat nu a apucat nici măcar să își definească teritoriul sau să aibă o constituție ori o armată, fiind foarte curând înglobat în Uniunea Sovietică. Profitând de politica sovietică de revitalizare a culturilor naționale (коренизация, korenizația), belarușii au început o campanie de promovare a limbii lor în administrație, justiție, cultură, etc. Acest proces s-a oprit și chiar s-a inversat în anii 1930 prin impunerea forțată a limbii ruse.
Abia o dată cu Perestroika anilor 1980 a început redresarea limbii belaruse, culminând în 1990 cu declararea ei ca limbă oficială în RSS Belarus. După independența Republicii Belarus în 19 septembrie 1991 a reînceput campania de belarusizare a țării, care însă a fost grav afectată în 1995 când în urma unui referendum limba rusă a căpătat drepturi egale cu limba belarusă, ceea ce a generat un curent de rusificare. În prezent există temerea că limba belarusă este în pericol de dispariție, deși noua elită urbană din Belarus poate fi privită ca un semn de speranță în revigorarea limbii.

## Ortografie
Oficial, limba belarusă se scrie cu caractere chirilice, dar anterior a fost folosit și alfabetul latin (începand de la sfârșitul secolului XYI și până în anul 2015, când dealtfel au apărut și opere literare, prima gazeta in limba belarusa in anii 1862-1863), care continuă să fie folosit de unii vorbitori. Alfabetul arab a fost și el folosit, mai cu seamă de tătari.
Alfabetul chirilic, adaptat limbii belaruse este după cum urmează:
Аа Бб Вв Гг Дд (ДЖдж ДЗдз) Ее Ёё Жж Зз Іі Йй Кк Лл Мм Нн Оо Пп Рр Сс Тт Уу Ўў Фф Хх Цц Чч Шш Ыы Ьь Ээ Юю Яя
La acesta se adaugă litera Ґґ, folosită pentru a nota sunetul /g/ dar adoptarea ei încă nu este oficială. Litera Гг notează în limba belarusă sunetul /ɦ/ (un "h" pronunțat în glotă). Litera Ўў (Уу scurt) este specifică acestei limbi. De asemenea, apostroful apare în cuvintele belaruse atunci când se indică pronunția fără palatalizarea consoanei anterioare.
Alfabetul latin folosit în limba belarusă de unii vorbitori, numit "Łacinka", este după cum urmează:
Aa Bb Cc Ćć Čč Dd (Dzdz Dźdź Dždž) Ee Ff Gg Hh Chch Ii Jj Kk Ll Łł Mm Nn Ńń Oo Pp Rr Ss Śś Šš Tt Uu Ŭŭ Vv Yy Zz Źź Žž
Transliterarea numelor proprii din alfabetul chirilic în caractere latine se face conform regulilor stabilite în 2000, dintre care cele mai importante sunt:
- Гг → Hh și Хх → Ch/ch;
- Ее, Ёё, Юю, Яя se transliterează fără a folosi apostroful:
  - după consoane: iе, iо, iu, iа;
  - altfel: Jе jе, Jо jо, Ju ju, Jа jа;
- Ўў → Ŭŭ;
- Чч → Čč, Шш → Šš, Жж → Žž;
- Ьь → ' (apostrof);
- Ыы → Yy;
- Ээ → Ее.

## Vocabular
Vocabularul belarus se înrudește, în ordine, cu cel ucrainean, cel polonez și cel rus. Iată câteva cuvinte și expresii uzuale:
- вітаю/vitaju [vitáiu] – salut
- як/jak [iac] – cum
- як маесься?/jak majeśsia? [iac máiesisia?] – Ce mai faci?
- добрай раніцы/dobraj ranicy [dóbrai ránițî] – Bună dimineața.
- дабранач/dabranač [dabránaci] – Noapte bună
- дзякуй/dziakuj [dziácui] – Mulțumesc
- калі ласка/kali łaska [cali lásca] – Vă rog. / Cu plăcere.
- спадар / спадарыня — spadar / spadarynia [spadár / spadárînia] – Domnule / Doamnă
- добра/dobra [dóbra] – bun
- кепска / дрэнна — kiepska / drenna [chiépsca / drénna] – rău
- выдатна / vydatna [vîdátna] – excelent
- цудоўна / cudoŭna [țudóuna] – minunat
- дзе / dzie [dzie] – Unde?
- адкуль / adkul [adcúl] – De unde?
- чаму / čamu [ciamú] – De ce?
- разумею / razumieju [razumiéiu] – Înțeleg.
- нічога не разумею / ničoha nie razumieju [nicióha nie razumiéiu] – Nu înțeleg nimic.

Substantivele au 6 cazuri (nominativ, genitiv, dativ, acuzativ, instrumental, locativ), la care se adaugă vocativul, mult mai puțin folosit.

## Literatură
- Калита И. В. Современная Беларусь: языки и национальная идентичность. Ústí nad Labem, ISBN 978-80-7414-324-3, 2010, 300 s. s. 112-190.